# Saginaw (Michigan)
Saginaw ist eine Stadt und Sitz der Countyverwaltung (County Seat) des Saginaw Countys im US-Bundesstaat Michigan. Auf einer Gesamtfläche von 47,1 km² leben 44.202 Einwohner (Stand 2020), was einer Bevölkerungsdichte von 940 Einwohnern/km² entspricht.

## Geschichte
Die Ansiedlung wurde 1817 von französischstämmigen Siedlern begründet. Zu dieser Zeit siedelten dort Ojibwe, vor diesen die Sauk, nach denen der Ort möglicherweise benannt wurde. Die US-Regierung errichtete 1822 ein Fort am Westufer des Saginaw River. 1857 wurde die Siedlung zur Stadt erhoben. Östlich des Flusses entwickelte sich die Siedlung East Saginaw, die 1859 zur Stadt wurde. 1889 wurden beide Städte vereint. Bis in die 1870er Jahre entwickelte sich Saginaw, das an der Mündung eines großen Flusssystems liegt, zu einem Zentrum des Holzumschlags auf Schiff und Eisenbahn. Anfang des 20. Jahrhunderts entstand eine Automobil-Zulieferindustrie mit zahlreichen Werken, die vor allem von General Motors betrieben wurden. Nach der Weltwirtschaftskrise wanderten zahlreiche Menschen zu, vor allem Afroamerikaner. Im Zweiten Weltkrieg wurde Saginaw zu einem Zentrum der Waffen- und Munitionsindustrie. Hier wurde der leichte M1-Selbstladekarabiner produziert.

## Wirtschaft
War Saginaw einst eine prosperierende Industriestadt, so sind Holz- und Autoindustrie seit den 1980er-Jahren im Abstieg begriffen. In der Krise 2007–2012 beschleunigte sich der Niedergang, was wie in vielen anderen Städten des Rust Belt zu starken demographischen Verlusten und einer erhöhten Arbeitslosigkeit beitrug. Saginaw liegt auf Platz 14 der Liste der durch Kriminalität gefährdeten Städte in den USA.
In den letzten Jahren wurde eine Photovoltaik-Industrie aufgebaut. Die Stadt kann heute wieder als Sitz innovativer Unternehmen gelten. Allerdings meldete der in Georgia beheimatete Solarzellenhersteller Suniva, der in Saginaw ein großes Werk betreibt, im April 2017 Insolvenz an.

## Bildung
In der Stadt befinden sich als Einrichtungen der höheren Bildung das Delta College (gegründet 1961) mit einem technischen Profil und die Saginaw Valley State University. Zu den Museen der Stadt gehört das Saginaw Art Museum.

## Trivia
- Saginaw wird namentlich im Lied America von Simon & Garfunkel aus dem Jahr 1968 erwähnt. Paul Simon soll das Lied im Jahr 1966 auch hier geschrieben haben.[2]

## Persönlichkeiten

### Söhne und Töchter der Stadt
- Paul Abler (1957–2017), Jazzgitarrist und Filmkomponist
- Dwayne Adway (* 1969), Schauspieler
- Robert Armstrong (1890–1973), Schauspieler in King Kong und die weiße Frau
- Stephen Bourdow (* 1966), Segler
- Sophina Brown (* 1976), Schauspielerin
- Wilber M. Brucker (1894–1968), republikanischer Gouverneur von Michigan, später Heeresminister der Vereinigten Staaten
- Mortimer H. Chambers (1927–2020), US-amerikanischer Althistoriker.
- E. Irving Couse (1866–1936), bildender Künstler und Mitgründer der Taos-Künstlerkolonie
- John K. Gerhart (1907–1981), Offizier der US Air Force
- Draymond Green (* 1990), Basketballspieler
- Robert G. Heft (1941–2009), entwarf die aktuelle amerikanische Flagge
- Ed Heinemann (1908–1991), entwarf als Flugzeugkonstrukteur bei Douglas Aircraft mehr als 20 Flugzeugtypen
- Stephen Bourdow (* 1966), Segler
- Brian d’Arcy James (* 1968), Schauspieler
- Howard Mumford Jones (1892–1980), Literaturwissenschaftler, Historiker und Schriftsteller
- John Kennedy (* 1989), Eishockeyspieler
- Florence Knoll (1917–2019), Architektin und Designerin
- Nils Nilsson (1933–2019), Informatiker
- Jason Richardson (* 1981), Basketballspieler
- Theodore Roethke (1908–1963), Lyriker
- Titanic Sinclair (* 1987), Regisseur, Singer-Songwriter und Schauspieler
- Algee Smith (* 1994), Schauspieler und Sänger
- Gerald Vincke (* 1964), römisch-katholischer Geistlicher, Bischof von Salina
- Serena Williams (* 1981), Tennisspielerin
- Stevie Wonder (* 1950), Pop- und Soul-Sänger sowie Komponist

### Weitere Personen, die mit Saginaw verbunden sind
- Stephen Lynch (* 1971), Sänger und Komödiant
- Sonny Stitt  (1924–1982), Saxophonist des Bebop und Hard Bop

## Städtepartnerschaften
- Tokushima, Japan
- Zapopan, Mexiko
- Awka, Nigeria